# Józef Chomiuk
Józef Chomiuk (ur. 14 lutego 1908 w Klonownicy Wielkiej, zm. 20 listopada 1978 w Londynie) – major Wojska Polskiego i Polskich Sił Zbrojnych, mianowany przez władze emigracyjne po wojnie podpułkownikiem dyplomowanym piechoty.

## Życiorys
Józef Chomiuk urodził się 14 lutego 1908 w Klonownicy Wielkiej, w rodzinie rolników Izydora i Anastazji z domu Żuk. W 1929 ukończył Państwowe Seminarium Nauczycielskie Męskie w Leśnej Podlaskiej. W latach 1929–1932 był podchorążym Szkoły Podchorążych Piechoty w Ostrowi Mazowieckiej. 7 sierpnia 1932 Prezydent RP Ignacy Mościcki mianował go podporucznikiem ze starszeństwem z dniem 15 sierpnia 1932 i 30. lokatą w korpusie oficerów piechoty, a gen. dyw. Kazimierz Fabrycy, w zastępstwie Ministra Spraw Wojskowych wcielił do 5 pułku piechoty Legionów w Wilnie. W 5 pułku piechoty Legionów został wyznaczony z dniem 1 września 1932 na stanowisko dowódcy plutonu. 1 marca 1935 awansował na porucznika ze starszeństwem z dniem 1 stycznia 1935 i 58. lokatą w korpusie oficerów piechoty. W latach 1937–1939 był słuchaczem XVIII Kursu Normalnego Wyższej Szkoły Wojennej w Warszawie. 18 sierpnia 1939 został przydzielony do dowództwa 29 Dywizji Piechoty w Grodnie na stanowisko oficera operacyjnego. 
Na stanowisku oficera operacyjnego sztabu 29 DP, a później 29 Brygady Piechoty walczył w kampanii wrześniowej. W czasie walk wrześniowych przedostał się na Węgry, gdzie został internowany. Po ucieczce z obozu internowania służył w Wojsku Polskim we Francji i Wielkiej Brytanii. Walczył m.in. w Samodzielnej Brygadzie Strzelców Karpackich i wraz z nią przeszedł szlak bojowy w Afryce Północnej. W 1941 został przydzielony do personelu Ambasady RP w Samarze i pełnił służbę organizując Polskie Siły Zbrojne w ZSRR. Był uczestnikiem kampanii włoskiej i bitwy o Monte Cassino służąc w 2 Korpusie Polskim. M.in. dowodził 6 batalionem strzelców karpackich. Zakończył szlak bojowy w północnych Włoszech w stopniu majora.
W 1946, w Bolonii, wydał pracę pt. „Monte Cassino – bitwa sześciu narodów” (w języku polskim i angielskim). Po wojnie pozostał na terenie Wielkiej Brytanii mieszkając w Londynie. W latach 1962–1964 był prezesem Związku Karpatczyków i wieloletnim Kierownikiem Sekcji Studiów Koła Oficerów Dyplomowanych na Obczyźnie. Po wojnie Prezydent RP na uchodźstwie mianował go na stopień podpułkownika. Zmarł 20 listopada 1978. Został pochowany na cmentarzu Gunnersbury w Londynie (Royal Borough of Kensington and Chelsea). 

## Ordery i odznaczenia
- Krzyż Srebrny Orderu Wojennego Virtuti Militari nr 10121
- Krzyż Walecznych
- Złoty Krzyż Zasługi